# Jan z Durrësu
Jan z Durrësu (alb. Gjon Durrsaku lub Gjoni nga Durrësi, chorw. i bośn. Ivan iz Drača, ang. John of Dyrrachium, łac. Johannes de Durachio, w literaturze Jan Grek, chorw. i bośn. Ivan Grk, ur. II połowa XIV w., zm. początek XV w.) – albański malarz, założyciel i rektor Uniwersytetu w Zadarze.

## Życiorys
W 1388 roku przeniósł się z Durrësu do Raguzy leżącej wówczas w granicach Królestwa Bośni.
W 1396 roku był jednym z założycieli Uniwersytetu w Zadarze i jego rektorem.

## Życie prywatne
Jego synem był Dominik z Durrësu, który w latach 1435-1445 pracował z dubrownickim malarzem Tomo Prekoturoviciem.